# Михаило Кантакузин (умро 1264. године)
Михаило Кантакузин (умро 1264. године) је био мега коностаул Византијског царства у време владавине цара Михаила VIII Палеолога.
Према Георгију Пахимеру, овај Михаило Кантакузин је био међу официрима под командом Јована Палеолога, брата цара Михаила VIII којег је послао 1263. године, у поход против Михаила II, деспота Епира. Након ове кампање, Михаило Кантакузин је проглашен за мега коностаула или „Велики полицајац“.
Морејска хроника помиње Кантакузина, непознатог имена, који је био кефалија или гувернер византијске провинције на Пелопонезу 1262. године. Овај Кантакузин је пренео извештаје о агресији кнеза Вилијама II од Вилардуена, која је довела до тога да је цар Михаило VIII послао војску на Пелопонез против кнеза Вилијама II. Био је познат као војник, а његова смрт на почетку битке код Макриплагија је деморализовала византијску војску, што је довело до њиховог пораза. Доналд Никол примећује да је „примамљиво идентификовати овог неименованог Кантакузина са Пелопонеза са Михаилом Кантакузином“ који је послат против деспота Михаила II Епирског, али признаје да постоје потешкоће. Ипак, овај идентитет се често претпоставља у ранијим радовима.